# Live After Death
Live After Death is het eerste livealbum (het minialbum Maiden Japan niet meegerekend) van de Britse band Iron Maiden. De opnamen zijn gemaakt tijdens de World Slavery Tour en het album is uitgebracht op 14 oktober 1985.
Het dubbelalbum verscheen in december van datzelfde jaar ook op cd. Hierop zijn alleen de eerste drie kanten van het album te vinden. In 1998 kwam een geremasterde versie uit van de cd en hierop is het album in zijn geheel te beluisteren.
De eerste drie kanten van de lp zijn opgenomen in de Long Beach Arena in Californië. Kant vier is opgenomen in het Hammersmith Odeon in Londen (thans bekend als Hammersmith Apollo).
De uitgebrachte video met dezelfde titel is in zijn geheel opgenomen in de Long Beach Arena, maar wel op een andere avond. Het bevat een compleet concert, inclusief intro en toegiften. De video sluit af met Sanctuary, dat niet te vinden is op de lp of cd versie van het album. Het nummer is wel als B-kant van een single verschenen.

## Albumcover
De cover van het album is, zoals gewoonlijk in die tijd, gemaakt door Derek Riggs. Het stelt hun mascotte Eddie voor die opstaat uit het graf. Op de grafsteen staat een tekst uit het boek The Nameless City van H.P. Lovecraft.

"That is not dead which can eternal lie

Yet with strange aeons even death may die."

De originele quote is eigenlijk "And with strange..." in plaats van "Yet with strange...".

## Intro
Het intro van het concert en van het eerste nummer ('Aces High' van het album Powerslave), is een gedeelte van een speech van Winston Churchill die hij deed in de House of Commons op 4 juni 1940;

"... We shall go on to the end, we shall fight in France, we shall fight on the seas and oceans, we shall fight with growing confidence and growing strength in the air, we shall defend our Island, whatever the cost may be, we shall fight on the beaches, we shall fight on the landing grounds, we shall fight in the fields and in the streets, we shall fight in the hills; we shall never surrender ..."

Vertaald

"... We zullen doorgaan tot het einde, we zullen vechten in Frankrijk, we zullen vechten op de zeeën en oceanen, we zullen vechten met een groeiend zelfvertrouwen en groeiende kracht in de lucht, we zullen ons Eiland verdedigen tegen elke kost, we zullen vechten op de stranden, we zullen vechten in de bruggenhoofden, we zullen vechten op het veld en in de straten, we zullen vechten in de heuvels, we zullen nooit overgeven ..."

## Tracklist

### Lp-versie 1985
Dubbelalbum:
1. Aces High (Harris)
2. 2 Minutes To Midnight (Smith/Dickinson)
3. The Trooper (Harris)
4. Revelations (Dickinson)
5. Flight Of Icarus (Smith/Dickinson)
6. Rime Of The Ancient Mariner (Harris)
7. Powerslave (Dickinson)
8. The Number Of The Beast (Harris)
9. Hallowed Be Thy Name (Harris)
10. Iron Maiden (Harris)
11. Run To The Hills (Harris)
12. Running Free (Harris/Di'Anno)
13. Wrathchild (Harris)
14. Children Of The Damned (Harris)
15. 22 Acacia Avenue (Harris/Smith)
16. Die With Your Boots On (Smith/Dickinson/Harris)
17. The Phantom Of The Opera (Harris)

N.B.: Op de eerste cd editie ontbraken nrs. 13 t/m 17 en is nr. 12 ingekort

### Cd-heruitgave met complete opname
```
Disc 1
```

1. Aces High (Harris)
2. 2 Minutes To Midnight (Smith/Dickinson)
3. The Trooper (Harris)
4. Revelations (Dickinson)
5. Flight Of Icarus (Smith/Dickinson)
6. Rime of the Ancient Mariner (Harris)
7. Powerslave (Dickinson)
8. The Number Of The Beast (Harris)
9. Hallowed Be Thy Name (Harris)
10. Iron Maiden (Harris)
11. Run To The Hills (Harris)
12. Running Free (Harris/Di'Anno)

Tijdsduur: 1:15:29
```
Disc 2
```

1. Wrathchild (Harris)
2. Children Of The Damned (Harris)
3. 22 Acacia Avenue (Harris/Smith)
4. Die With Your Boots On (Smith/Dickinson/Harris)
5. The Phantom Of The Opera (Harris)

Tijdsduur: 26:34

## Singles
- Running Free (23 september 1985)
- Run To The Hills (2 december 1985)

Totale tijdsduur Disc 1+2: 1:42:03